# Malcolm Clarke (Produzent)
Malcolm Clarke (* 20. Jahrhundert) ist ein englischer Filmproduzent und -regisseur.

## Leben und Karriere
Clarke kam im Jahr 1981 zum Film. Sein erster Film war Myths Behind the Miracle, den er inszenierte und produzierte. Sieben Jahre später wurde er für den Dokumentarfilm You Don’t Have to Die mit einem Oscar in der Kategorie Bester Dokumentar-Kurzfilm ausgezeichnet. 
Den zweiten Oscar in derselben Kategorie bekam er 2014 für den Film The Lady in Number 6. Des Weiteren war Clarke für weitere Auszeichnungen nominiert.

## Filmografie (Auswahl)
- 1984: Being Homosexual
- 1985: Vietnam-Veteranen: Soldiers in Hiding (Soldiers in Hiding)
- 1988: You Don’t Have to Die
- 1995: Stimmen aus der Schattenwelt
- 2002: Prisoner of Paradise
- 2014: The Lady in Number 6